# Hoogstraat (Brugge)

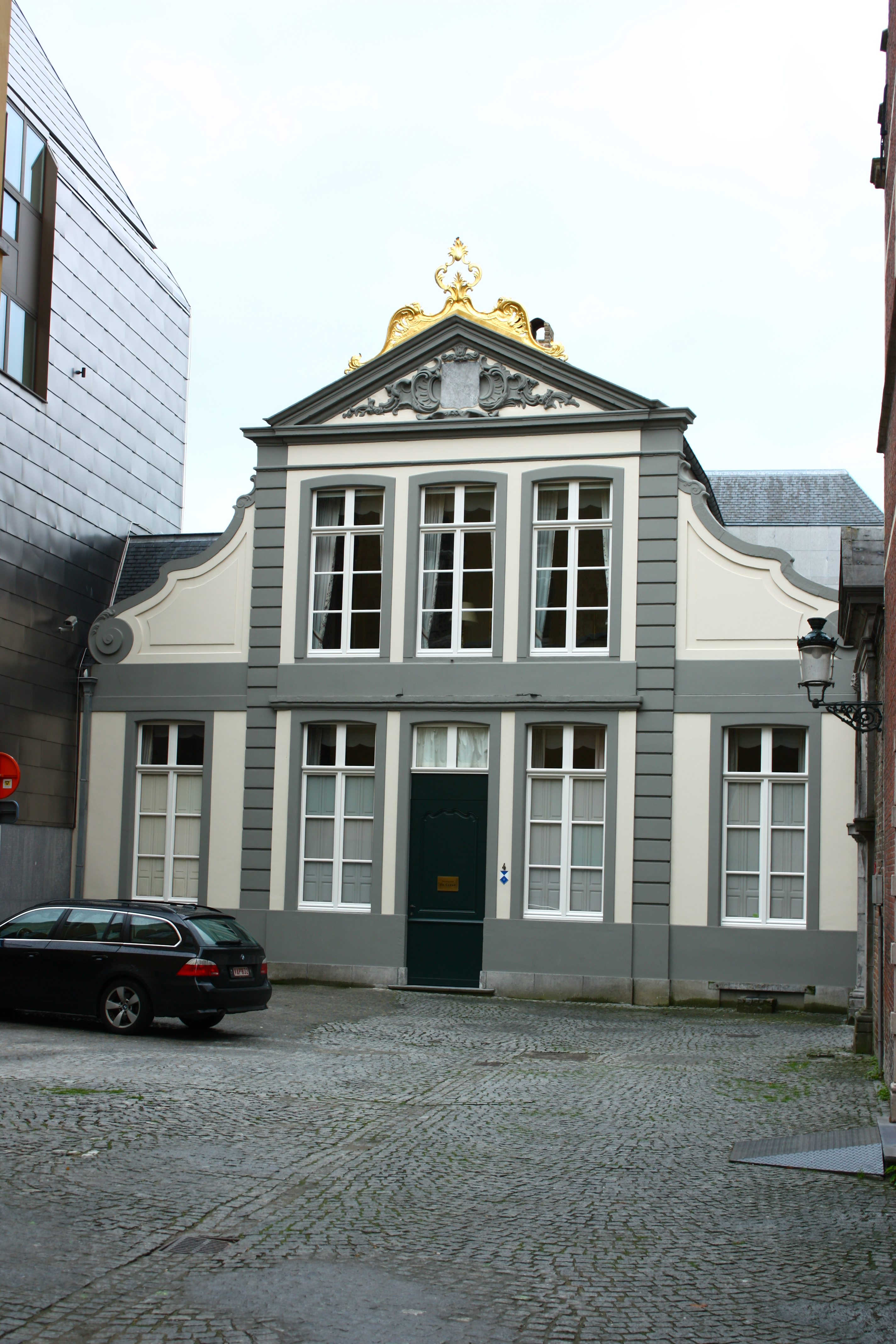
Het huis 'De Caese' staat in een inham van de Hoogstraat

De Hoogstraat is een van de oudste straten in Brugge.

## Beschrijving
In 1305 wordt de Hoogstraat in documenten vermeld. Het was de straat die van de Burg leidde naar de poort van de stad, richting de Zwinstreek. Er waren al vroeg indrukwekkende huizen langs gebouwd, zoals dat van de familie Bonin, dat de naam 'de Zeven Torentjes' kreeg en dat van gravin Yolanda van Cassel dat de naam 'Casselberg' kreeg. Heel wat kanunniken van het Sint-Donaaskapittel kwamen in en rond die straat wonen, op enkele stappen van hun kerk.
De straatnaam toont aan dat de straat werd ervaren als hoger liggend dan de omgeving en ook de naam 'Casselberg' wijst op een verhevenheid.
De straat loopt van de Burg naar de Langestraat.
Hoogstraat is een in de Lage Landen veel gebruikte straatnaam. Toen Groot-Brugge tot stand kwam stelde men vast dat de naam Hoogstraat viermaal voorkwam en er dus drie straten moesten herdoopt worden. Die op Koolkerke werd Smallestraat, die op Lissewege werd Lisseweegs Vaartje en die op Sint-Michiels Karel Cartonstraat. Om voor de hand liggende redenen werd de naam bewaard voor de straat in het oude Brugge.

## Bekende bewoners
- Juan Lopez Gallo
- Karel II van Engeland
- Rachel Baes, schilder.
- Edmond de Man, lid van het Nationaal Congres.
- Jean-Jacques van Zuylen van Nyevelt, burgemeester.
- Jean Bethune, architect.
- Emile Dumon, arts

## Literatuur

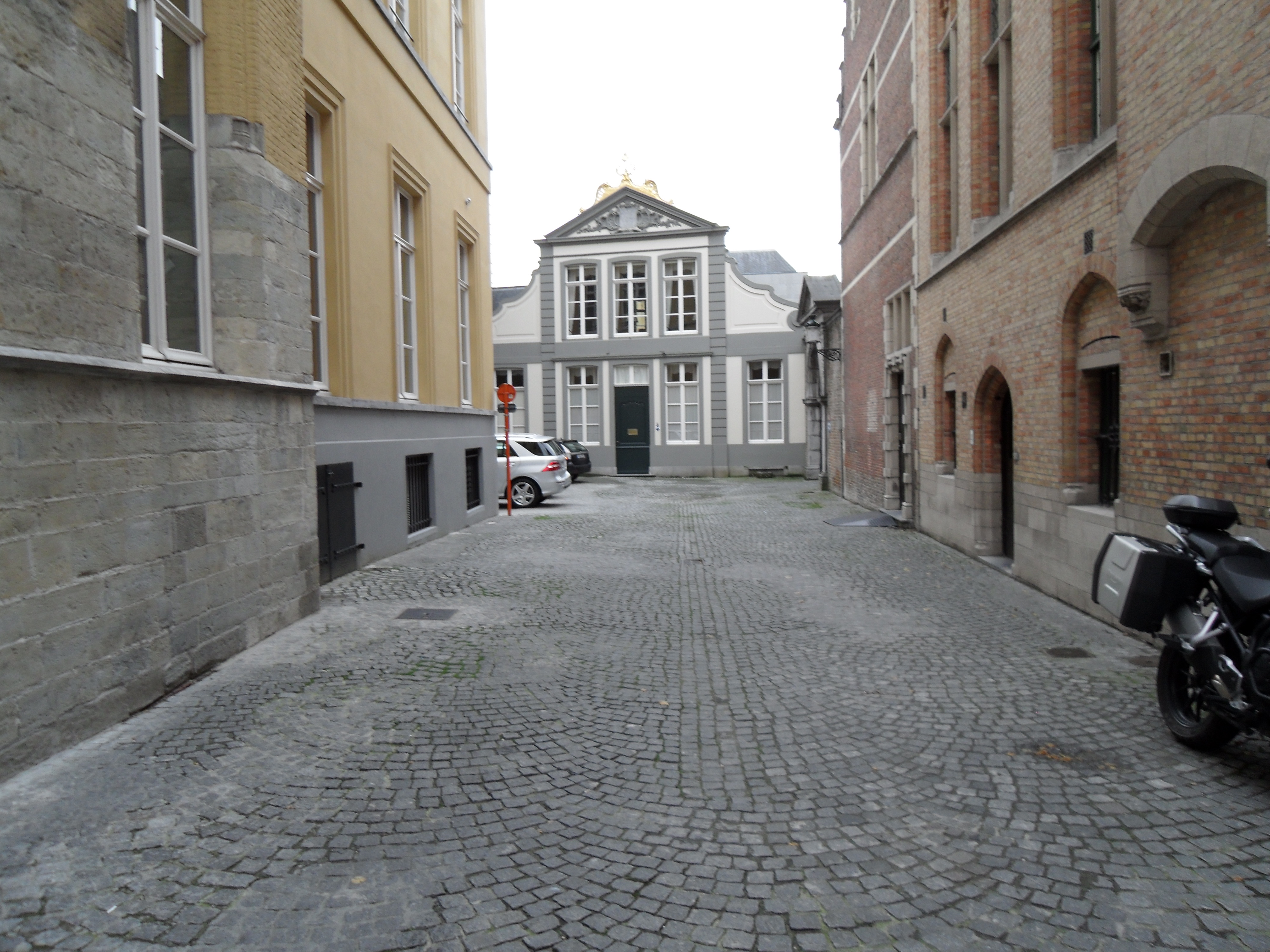
De steeg vanaf de Hoogstraat naar Huis De Caese en naar de achtertoegang tot het Paleis van het Vrije